# 1648 en santé et médecine
| Années de la santé et de la médecine : 1645 - 1646 - 1647 - 1648 - 1649 - 1650 - 1651    |
| Décennies de la santé et de la médecine : 1610 - 1620 - 1630 - 1640 - 1650 - 1660 - 1670 |

Cet article présente les faits marquants de l'année 1649 en santé et médecine.

## Publications
- Jean-Baptiste Van Helmont : Ortus medicinae, id est Initia physicae inaudita. Trad. all. par Christian Knorr von Rosenroth et François-Mercure Van Helmont[1],[2].

## Naissances
- 5 août : Joseph-Guichard Du Verney (mort en 1730), médecin et anatomiste français[3].
- 17 août : Francesco Maria Nigrisoli  (mort en 1727),  médecin italien[4].